# دون كوستا
دون كوستا (بالإنجليزية: Don Costa) هو كاتب أغاني وملحن أمريكي، ولد في 10 يونيو 1925 في بوسطن في الولايات المتحدة، وتوفي في 19 يناير 1983 في نيويورك في الولايات المتحدة بسبب نوبة قلبية.

## وصلات خارجية
- دون كوستا على موقع IMDb (الإنجليزية)
- دون كوستا على موقع ميوزك برينز (الإنجليزية)
- دون كوستا على موقع أول ميوزيك (الإنجليزية)
- دون كوستا على موقع ديسكوغز (الإنجليزية)
- دون كوستا على موقع قاعدة بيانات الفيلم (الإنجليزية)